# Šipka (projektil)

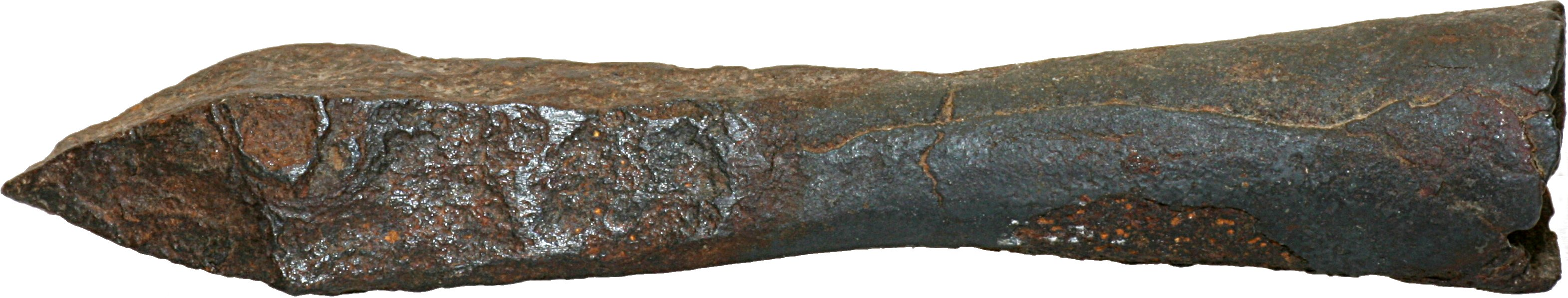
Šipka z kuše – 14. století

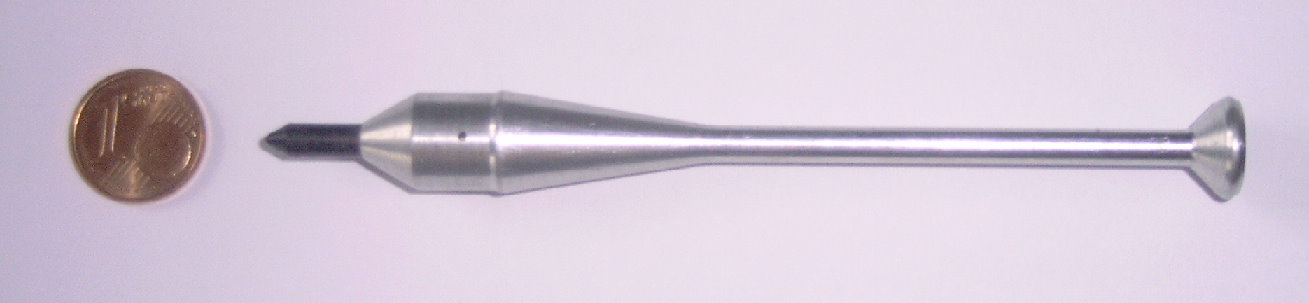
Moderní šipka do kuše, porovnání velikosti s eurocentovou mincí

Šipka je střela, malý kovový projektil o délce 10–35 cm, který se používá při střelbě z kuše. Šipka je kratší a těžší než šíp do kuše.

## Historie
Vyvinula se ze šípu, tak jako kuše se vyvinula z luku jako jeho zdokonalená křížová konstrukce.
Ve středověku byla šipka nástavec na krátkém silném dříku šípu, tedy dřevěné hůlky. Měla kovový, většinou ocelový hrot a roztepaná křídla s kosočtverečným průřezem, v místě nasazení dříku byl průřez kruhový. Honosné české a rakouské šipky byly v 15. století zdobený na křidélkách rytou výzdobou s vtloukaným jinobarevným kovem, objevuje se na nich nejčastěji ornament, iniciály majitele, někdy také ražená značka výrobce.

## Mechanismus střelby
Nabíjení do kuše probíhalo takto: střelec zapřel kuši o zem, natáhl ji buď pomocí speciální kliky (u dobývací kuše) nebo vlastní silou a teprve po natáhnutí vložil šipku do drážky na kuši na rozdíl od luku, kde je šíp založen již při natahování této střelné zbraně.